# 薄荷醬

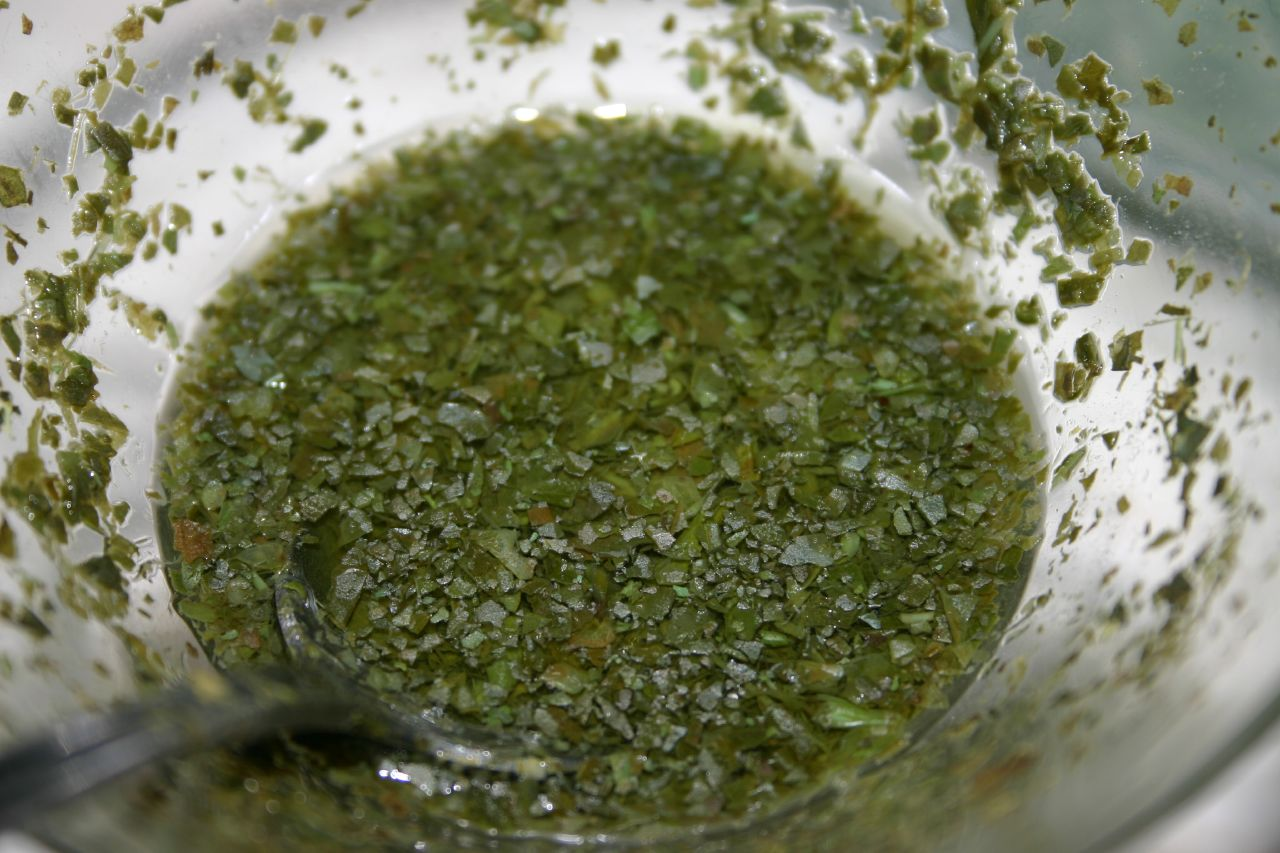
薄荷醬

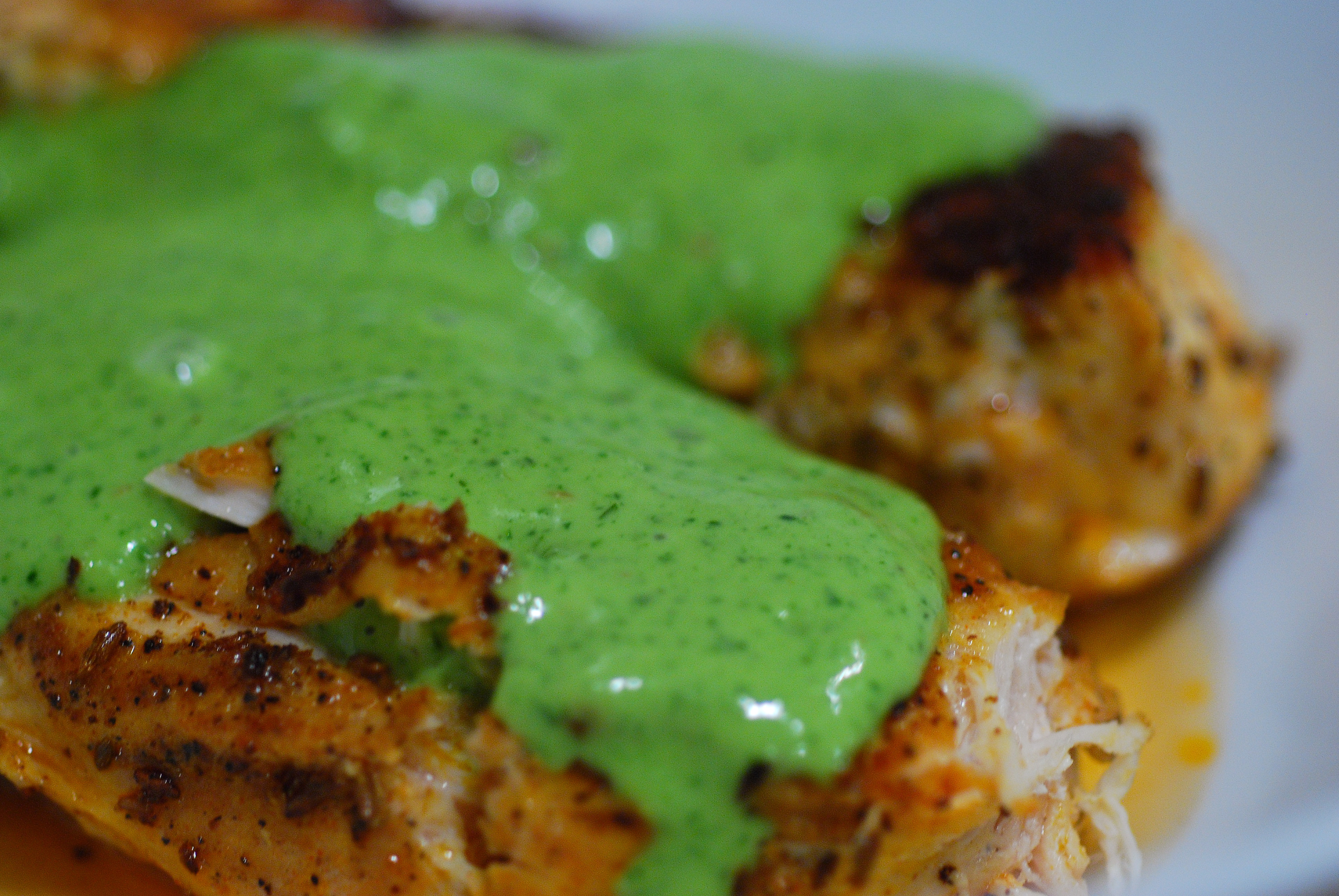
西班牙香料烤雞上的香芹薄荷醬

薄荷醬（英語：mint sauce）是一種醬料，傳統做法是將切碎的留蘭香浸於醋中，並加上小量糖。有時也會加上鮮榨的青檸汁。醬的濃稠度應與高脂相若。薄荷醬在英國和愛爾蘭菜是烤羊肉的傳統配搭（但一般不會用於其他肉類），在某些地區也會用於搭配豌豆糊。
食譜中使用新鮮薄荷葉的地方可以用薄荷醬來取代。可以把薄荷醬塗於麵包或上食用，也可以加上製成印度薄荷醬。像薄荷醬般的“酸甜”醬在中世紀歐洲相當普遍（當時的法國菜和意大利菜比英國菜更常使用薄荷）；然而，它們在中世紀以後便開始逐漸消失，到進入現代時幾乎在歐洲絕跡。
製作薄荷醬時也可以加入水果，如覆盆子。

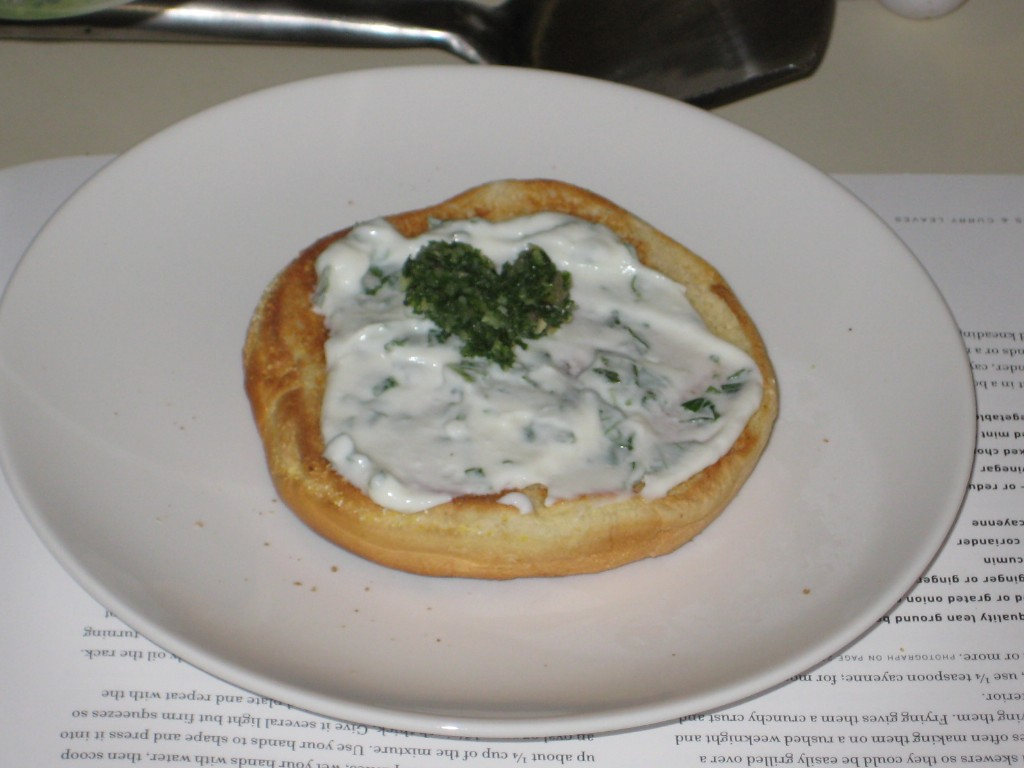
薄荷醬
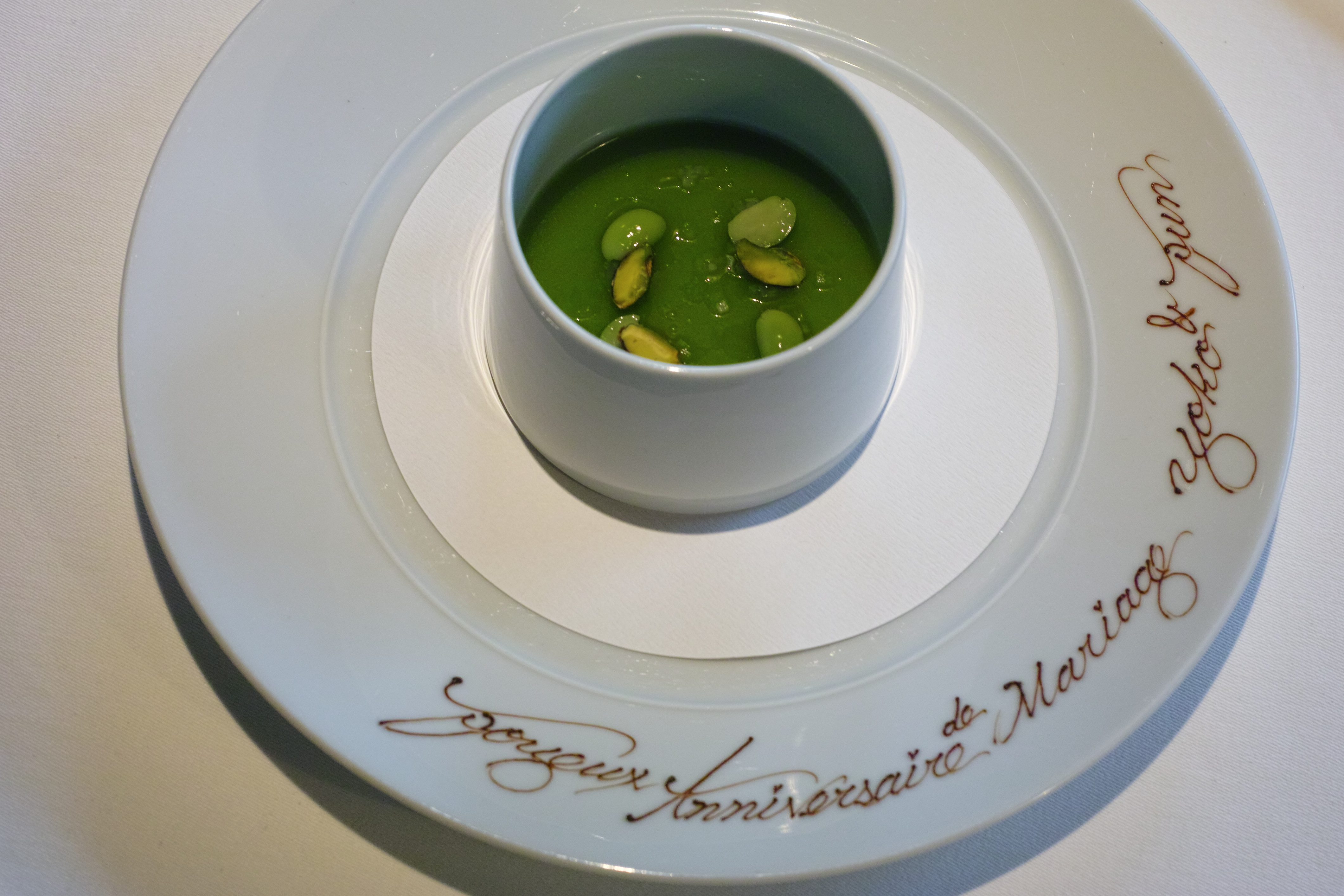
薄荷醬意式奶凍
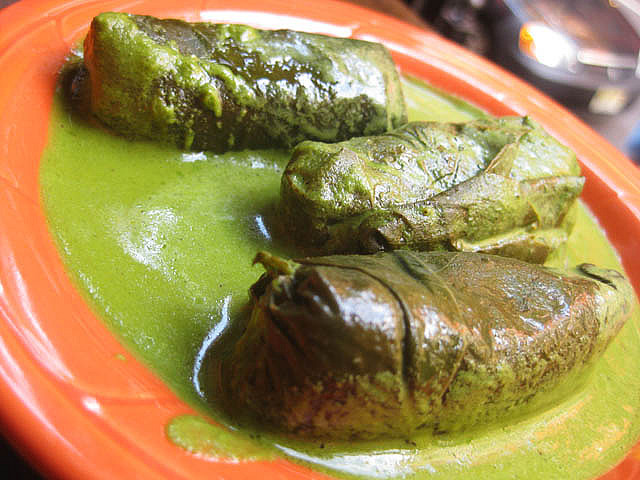
釀葡萄葉佐優酪乳薄荷醬